# Орехи ши
Орехи ши — плодовые ядра дерева вида Vitellaria paradoxa. 
В Африке дерево ши (Vitellaria paradoxa) известно по несколькими названиями: карите, каре, коло, си и другие. Соответственно, плоды тоже могут иметь несколько названий.

### Химический состав
Пульпа плода содержит (на 100 г): глюкозу (1-2 г), фруктозу (1-2 г), фруктозу (1-2 г), сахарозу (1-2 г), аскорбиновую кислоту (200 мг), Са (36 мг), Mg (26 мг), Fe (2 мг), а также Zn, Mn, Cu .
Химический состав самих орехов варьируется в разных исследованиях: углеводы – от 25 до 34,8 г, белки – от 6,8 до 9 г, жиры – около 45,2 г, а также минеральные вещества Ca – от 0,1 – 215,2 мг, Fe – 0,003 – 3,1 мг, Mg – 142,6 мг, Na – 73,9 мг, Zn – 0,9 мг, Cu – 0,3 мг, K – 0,1 мг , Mn – 0,4 мг. Различия в сообщаемых данных могут быть связаны с влиянием окружающей среды и генетики, а также с методом идентификации.

### Пищевая ценность и промышленное применение
Плоды дерева ши традиционно используются местным населением для получения орехов и извлечения из них масла, а также употребляются в свежем виде. Они содержат около 50% жира и используются многими местными жителями в качестве кулинарного масла, а также для производства мыла, в качестве мази, косметического средства и для гидроизоляции стен в домах. Сладкая мякоть околоплодника также представляет собой ценный источник энергии.
Традиционно масло ши было единственным источником жира для чисто сельскохозяйственных этнических групп, таких как моси (самая большая этническая группа в Буркина-Фасо). В настоящее время масло ши является основным кулинарным жиром для большей части сельского населения, где произрастает эта культура. Кроме того, орехи выращиваются для продажи на экспорт (в основном для пищевой промышленности Европы и Японии). Масло из орехов используется в кондитерских изделиях, поскольку делает тесто более пластичным, а также в качестве одного из сырьевых компонентов при производстве эквивалента масла какао. Помимо этого, масло ши используется в качестве основного ингредиента для косметических и фармацевтических препаратов, предназначенных для лечения сухости волос и кожи, ожогов и многих кожных заболеваний.

### Законодательство РФ
В качестве нормативной базы для импорта и использования орехов ши и их производных продуктов в пищевой промышленности РФ выступают Технический Регламент Таможенного Союза «Технический регламент на масложировую продукцию» (ТР ТС 024/2011) и Национальный стандарт Российской Федерации (ГОСТ Р ИСО 5507-2012).